# La vecchia signora di Bayeux
La vecchia signora di Bayeux (titolo originale francese La Vieille Dame de Bayeux, tradotto anche coi titoli Il caso della vecchia signora o Maigret e la vecchia signora di Bayeux) è una novella scritta dall'autore belga Georges Simenon, facente parte della serie dei Maigret.
Fu scritta a Neuilly-sur-Seine, in Francia durante l'inverno 1937-1938 o a Porquerolles nel marzo 1938, per poi esser pubblicata dapprima a puntate sulla rivista Police-Roman (prima serie), nel n° 41 del 3 febbraio 1939. Poi fu ripresa nella raccolta Les nouvelles enquêtes de Maigret nel 1944 presso Gallimard.

## Trama
Mentre Maigret si trova temporaneamente a Caen in Normandia, per riordinare il locale ufficio di polizia, un'anziana benestante signora della località vicina di Bayeux muore mentre è ospite del nipote a Caen. Sembrerebbe una morte per cause naturali, ma la giovane dama di compagnia della anziana signora è convinta che non sia così e decide di confidare i propri sospetti al commissario. Maigret inizia ad indagare, pur con qualche difficoltà dovuta all'ambiente chiuso e provinciale della piccola cittadina e alle resistenze dei notabili del luogo, preoccupati di non infastidire l'altolocata famiglia della defunta. Scoprendo alcune incongruenze nelle testimonianze, a dispetto delle apparenze e dei certificati medici, alla fine Maigret riesce a scoprire il delitto, ricostruendone il meccanismo e il movente ed incastrando l'assassino.

## Adattamenti

### Televisione
- Episodio dal titolo The Old Lady of Bayeux, della serie televisiva Suspense, realizzato da Robert Stevens, trasmesso nel 1952, con Luis Van Rooten nel ruolo del commissario Maigret.
- Episodio dal titolo La vecchia signora di Bayeux della serie RAI Le inchieste del commissario Maigret, per la regia di Mario Landi, trasmesso per la prima volta il 3 aprile 1966, con Gino Cervi nel ruolo del commissario Maigret.
- Episodio dal titolo Maigret et la Vieille Dame de Bayeux, facente parte della serie televisiva Les enquêtes du commissaire Maigret per la regia di Philippe Laïk, trasmesso per la prima volta su Antenne 2 il 4 febbraio 1988, con Jean Richard nel ruolo del commissario Maigret.
- Episodio dal titolo Maigret et la Demoiselle de compagnie, facente parte della serie televisiva Il commissario Maigret, diretto da Franck Apprederis, trasmesso per la prima volta il 17 gennaio 2005, con Bruno Cremer nel ruolo del commissario Maigret.

### Radio
L'emittente di Stato svizzera RSI ha trasmesso nel 1998 sulla Rete Due un adattamento radiofonico dal titolo Maigret e la vecchia signora di provincia, per la regia di Enrico Colosimo..

## Edizioni italiane
- in I Gialli di Ellery Queen n° 34, Milano, Garzanti, 1952; in 3 puntate, I Capolavori dei Gialli Mondadori nn° 22, 23 e 24, Milano, Mondadori, 1955.
- Il caso della vecchia signora, in I paladini del brivido, Firenze, Sansoni, 1962. [raccolta di vari autori]
- La vecchia signora di Bayeux, in Maigret in Rue Pigalle, traduzione di Bruno Just Lazzari, Milano, Mondadori, 1962.
- in Breviario del crimine, a cura di Bruno Tasso, Milano, SugarCo, 1962. [raccolta]
- Maigret e la vecchia signora di Bayeux, traduzione di Elena Cantini, [2], Collana Le inchieste del commissario Maigret n° 17, Milano, Mondadori, 1967; Collana Oscar n° 635, Milano, Mondadori, 1975.
- in Estate Gialla, traduzione di Gian Franco Orsi, Milano, Mondadori, 1977.
- in Dieci toni del giallo, Milano, SugarCo, 1979.
- in La pipa di Maigret, Milano, Mondadori, 1993.
- in La Locanda degli Annegati e altri racconti, traduzione di Marco Bevilacqua, Collana gli Adelphi n° 432, Milano, Adelphi, 2013.